# شو دلال
شوكت جميل دلال (بالإنجليزية: Shaw Dallal)‏، يُعرف إنجليزيًا بـ Shaw Dallal (شو دلال)، (25 أكتوبر 1931 – 3 يوليو 2016)، كاتب وروائي فلسطيني، من مدينة طولكرم الفلسطينية، وهو بروفيسور في الحقوق والسياسة، وناشط في مجال حقوق الإنسان، يحمل الجنسية الأمريكية، وله مجموعة من المؤلفات الروائية العالمية.

## نشأته وحياته
ولد شوكت جميل دلال في مدينة طولكرم في الضفة الغربية بتاريخ 25 أكتوبر 1931 لأسرة مكونة من أب وأم و8 أبناء، والده هو جميل دلال من مدينة طولكرم والذي يعد من قادة الثورة الفلسطينية عام 1936، ومن مخاتير مدينة طولكرم، ووالدته هي لطفية بشتاوي دلال، أما شقيقه الأكبر فهو السياسي الفلسطيني شكيب دلال. تلقى شوكت تعليمه في مدارس مدينته طولكرم، ومن بينها المدرسة الفاضلية العريقة بالمدينة، ثم التحق بمدرسة سانت جون في القدس.
في مطلع شبابه عمل شوكت مع صديقه خالد الدرزي على نشر الوعي بين سكان مدينتهم طولكرم من مخاطر الهجرة الصهيونية لفلسطين. في 29 نوفمبر 1949 غادر شوكت دلال إلى الكويت، وبعد تسعة عشر شهراً عاد إلى مدينته طولكرم، حيث قرر التوجه إلى الولايات المتحدة الأمريكية لإكمال تعليمه الجامعي، فوصل إلى فرنسا بحرًا، ثم توجه من هناك إلى الولايات المتحدة الأمريكية جوًا، ووصل الولايات المتحدة الأمريكية بتاريخ 15 سبتمبر 1951، والتحق بتخصص الحقوق في جامعة كورنيل بمدينة ايثاكا في ولاية نيويورك، وهناك في الجامعة تعرف على زوجته ديانا فولر. في عام 1959 حصل على درجة الدكتوراه في القانون من ذات الجامعة، وقد عمل محاميًا خلال الفترة الممتدة من عام 1960 إلى عام 1963 في مدن بوفالو، وهوبارد، وفيلت، وفولر، ويوتيكا، ونيويورك، ثم عمل كاتبًا للعدل منذ عام 1963 وحتى عام 1967.
في أوائل السبعينيات، جرى تكليفه بمنصب المستشار القانوني لمنظمة الدول العربية المصدرة للبترول (أوبك) في الكويت، وفي منتصف الثمانينيات عاد إلى الولايات المتحدة، وتولى هناك رئاسة مكتبة نيو هارتفورد العامة منذ عام 1988 وحتى عام 1996، كما كان من مؤسسي كلية الطب في جمهورية الدومينيكان وأصبح ضمن مجلس إدارتها.
عمل شوكت دلال أستاذًا جامعيًا في كل من كلية موهوك فالي المجتمعية، وكلية يوتيكا، كما عمل بروفيسورًا للعلوم السياسية في جامعة سيراكيوز خلال الفترة ما بين عام 1991 وحتى العام 2004، ومنذ عام 2004 عمل في جامعة كولجيت والتي تقاعد لاحقًا منها برتبة «أستاذ فخري»، كما كان شوكت عضواً في مجلس مفوضين إدارة الهيئة الفلسطينية المستقلة لحقوق الإنسان، وقد كان معه ضمن مجلس المفوضين كل من حنان عشراوي، وإدوارد سعيد، وآخرين. وهو أيضًا عضوًا وكاتبًا في مؤسسة الدراسات الفلسطينية التي مقرها بيروت.

## حياته الشخصية
متزوج من ديانا فولر دلال، وهي من مواليد 23 أكتوبر 1954، ولديه ثلاثة أبناء وهم: ستيفن، دونا، توماس، إضافة إلى ثمانية أحفاد، واثنين من أحفاد الأحفاد.

## أبرز مؤلفاته
له مجموعة كبيرة من المؤلفات في الروايات، والقانون، وحقوق الانسان، والشأن الفلسطيني، والشرق الأوسط، والدراسات الاجتماعية، منها:
- "Palestine Yearbook of International Law"، عام 1994.[11]
- "Letters To The Editor"، عام 1995.[12]
- "The Arab-Israeli Accords"، عام 1996.[12]

### أبرز مؤلفاته الروائية
- "Scattered Like Seeds"، (متناثرة مثل البذور)، رواية بالإنجليزية، عام 1998، ويتحدث فيها عن صديقه ظافر علام الذي عاصر المجازر الإسرائيلية عام 1948.[13]
- "The Secret of Rose-Anne Riley"، (سر روز آن ريلي)، رواية بالإنجليزية، عام 2013.[14]

## جوائز وتكريمات
حاز على عدة جوائز وتكريمات، منها «جائزة أبرز كاتب وحقوقي جدير بالملحوظية»، من منظمة ماركيز هوز هو "Marquis Who's Who" في الولايات المتحدة الأمريكية.

## وفاته
تُوفي شوكت دلال يوم الأحد 3 يوليو 2016 في مدينة نيو هارتفورد في ولاية نيويورك بالولايات المتحدة الأمريكية، عن عمرٍ ناهز 84 عامًا.

## وصلات خارجية
- صورة لشو دلال، موقع فلسطين في الذاكرة.
- شو دلال على موقع المكتبة المفتوحة (الإنجليزية)